# بومباردييه تشالنجر 850
طائرة تشالنجر 850 أو بومباردييه تشالنجر 850 (بالإنجليزية: Bombardier Challenger 800) هي أكبر طائرة تصنعها شركة بومباردييه إيروسبيس من النوع المتوسط الكبير . وهي مصممة على نمط الطائرة Bombardier CRJ200 ذات 50 مقعد. والطائرة تشالنجر 850 تعتبر تطويرا للطائرة تشالنجر 800 ، وهي الطراز المعروض في السوق.

## التصميم والتطوير
تحتوي الطائرة تشالنجر 850 على أكبر مقصورة للطائرات التي في حجمها وتعتمد أداؤها على الطائرة بومباردييه CRJ200 التي تعمل على خطوط الطيران . وتصميمها من الداخل يتميز بالبراحة وقابليته لتغيير توزيع الأثاث ، وهي تستطيع حمل 15 إلى 19راكب عبر القارات بسرعة تصل إلى 8و0 ماخ.
ويصل ثمن الطائرة تشالنجر 850 نحو 32 مليون دولار أمريكي.

## مواصفاتها
الطاقم= 2 + 1
عدد الركاب = 15/19 شخص
الطول=26.77 m
عرض الجناحين =21.21 متر
المساحة الداخلية =48.35 متر2
الوزن بدون حمولة=15,780 كيلوجرام
الحمولة=8,261 كيلوجرام
أقصى وزن عند الإقلاع=24,041 كيلوجرام
محرك نفاث= سي إف 34-3بي1 (CF34-3B1)
عدد المحركات= 2
قوة الدفع=38.84 كيلو نيوتن
السرعة القصوى=850 كيلومتر في الساعة
السرعة القصوى بالعقدة = 442 عقدة
سرعة السفر = 819 كيلومتر /ساعة
السرعة (بالماخ)= 0.850 ماخ
المدى = 5,206 كيلومتر
ارتفاع الطائرة =12,497 متر
- طول الممر اللازم للإقلاع : 1,922 متر
- طول الممر اللازم للهبوط : 887 متر
- مستوى الصوت (الضوضاء): عرضيا : 82.4 ديسيبل (EPNdB)

## اقرأ أيضا
- ليارجيت
- بومباردييه تشالنجر 300
- بومباردييه تشالنجر 600
- بومباردييه غلوبال أكسبريس
- بومباردييه إيروسبيس